# Dorfkirche Dippmannsdorf

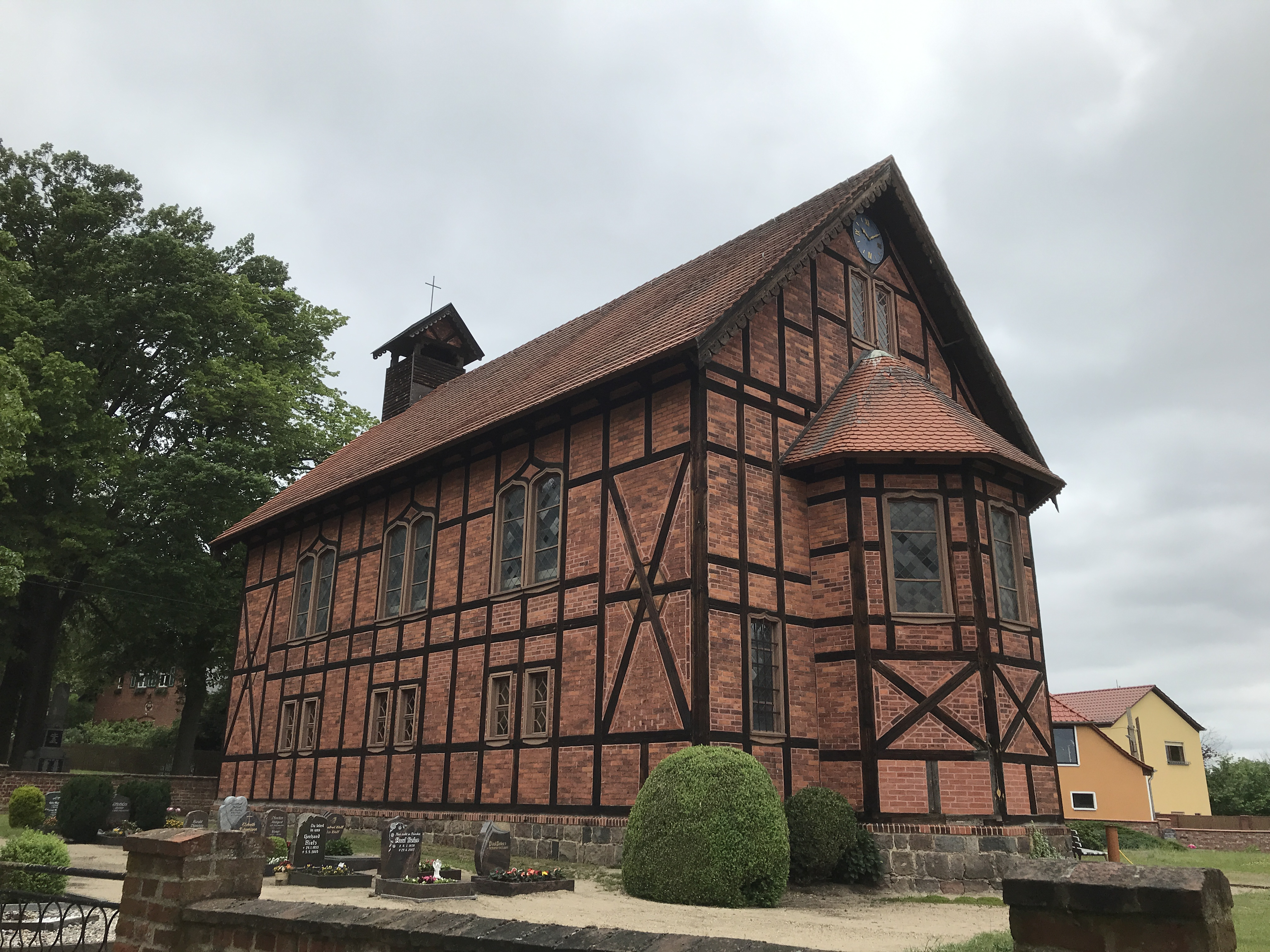
Dorfkirche Dippmannsdorf

Die evangelische Dorfkirche Dippmannsdorf ist eine Fachwerkkirche in Dippmannsdorf, einem Ortsteil der Stadt Bad Belzig im Landkreis Potsdam-Mittelmark im Land Brandenburg. Die Kirchengemeinde gehört zum Kirchenkreis Mittelmark-Brandenburg der Evangelischen Kirche Berlin-Brandenburg-schlesische Oberlausitz. Das Bauwerk geht auf einen Musterentwurf des Berliner Architekten Friedrich August Stüler zurück.

## Lage
Die Bundesstraße 102 verläuft als zentrale Verbindungsachse in Nord-Süd-Richtung durch den Ort. Im südlichen Bereich der Gemarkung zweigt die Straße Waldfrieden nach Westen hin ab. Die Kirche steht südwestlich dieser Kreuzung auf einem leicht erhöhten Grundstück, das mit einer Mauer aus rötlichen Mauersteinen eingefriedet ist.

## Geschichte
Stüler zeichnete als Architekt nicht nur für einzelne Bauwerke verantwortlich, sondern erstellte nach Ideen seines Lehrmeisters Karl Friedrich Schinkel Musterentwürfe, die als Grundlage für typische Bauwerke dienen sollten. Sie wurden als Normalkirche Schinkels vielfach umgesetzt. Die Grundlage für eine einfache und damit preiswerte Fachwerkkirche schuf Stüler 1846. Die Kirchengemeinde Dippmannsdorf nahm diesen Entwurf für einen eigenen Bau, um einen baufällig gewordenen Vorgängerbau zu ersetzen. Grundlage waren die Blätter 16 und 17 aus Stülers Folianten. Die Kirchweihe fand am 4. November 1860 statt.
Dem Bau ging eine vergleichsweise lange Planung voraus. Denn bereits 1830 besichtigte der Kreis-Bauinspektor Hecker den vermutlich 1705 errichteten Vorgängerbau. Er beklagte den schlechten Zustand und den fehlenden Platz. Heckers Vorschläge für eine Instandsetzung und Erweiterung wurde von den Dippmannsdorfern jedoch verworfen. 1834 kam es zu einer erneuten Visitation durch den neuen Kreis-Bauinspektor Herbig. Er regte einen Neubau an, verwies aber auf die geringen finanziellen Mitteln der Gemeinde. Um einen Einsturz des Bauwerks zu verhindern, ordnete er geeignete Sicherungsmaßnahmen an. Denn ließ die Regierung in Potsdam das Bauwerk 1845 schließen. Herbigs Nachfolger, Franz Wilmann, entwarf neue Pläne für einen Sakralbau, die sich an Schinkels Normalkirche orientierten. Dieser wurde zunächst jedoch erneut mangels entsprechender finanzieller Mittel nicht realisiert; gleichzeitig blieb die Kirche gesperrt. Einer Überlieferung zufolge soll der Dippmannsdorfer Oberförster das Gerücht in die Welt gesetzt haben, die Kirchengemeinde möge zur römisch-katholischen Kirche übertreten und deren Gotteshaus nutzen zu dürfen. Dieses Gerücht bewirkte, dass das Konsistorium eine Kollekte zu Gunsten eines Neubaus anstieß. Die Kirchengemeinde richtete einen Baufonds ein und der Entwurf von Franz Wilmann wurde schließlich realisiert.
Nach Beschädigungen im Zweiten Weltkrieg erfolgte von 1949 bis 1960 eine Wiederherstellung sowie 1994 eine Restaurierung.

## Baubeschreibung

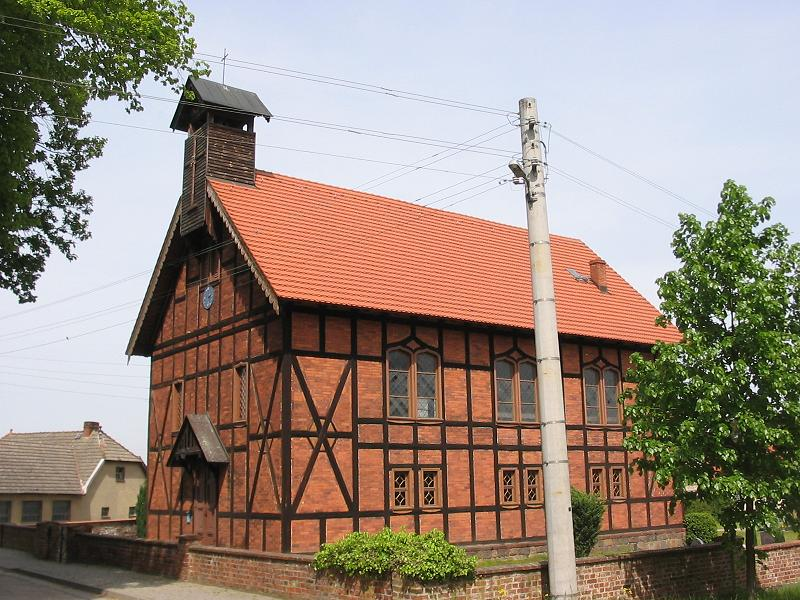
Ansicht von Südwesten

Das Bauwerk wurde im Wesentlichen aus Fachwerk errichtet, wobei das Gefach mit rötlichen Mauersteinen erstellt wurde. Es steht auf einem umlaufenden Sockel aus behauenen und lagig geschichteten Feldsteinen. Die polygonale Apsis ist stark eingezogen und hat im oberen Drittel in jedem der drei Felder ein großes und hochrechteckiges Fenster, das mit einem Kielbogen verziert ist.
Daran schließt sich das Kirchenschiff mit einem rechteckigen Grundriss an. An der Ostseite sind im unteren Bereich je zwei kleine und hochrechteckige Fenster. Im Giebel sind zwei weitere, paarweise angeordnete Fenster, darüber eine Uhr. Die Nord- und Südseite des Langhauses sind identisch und symmetrisch aufgebaut. Im unteren Drittel sind je drei paarweise angeordnete, kleine und hochrechteckige Fenster. Sie werden von je drei größeren, ebenfalls paarweise angeordneten Fenstern im oberen Drittel ergänzt; ebenfalls mit Kielbogen.
Der Zugang erfolgt von Westen über ein großes Portal, das mit einem kleinen Dach geschützt wird. Darüber sind seitlich je ein weiteres Fenster, mittig darüber eine Turmuhr. Auf dem schlichten Satteldach sitzt eine Turmhaube mit einem weiteren Satteldach und Kreuz.

## Ausstattung
Das Altarretabel stammt aus dem Jahr 1705 und wird von zwei Säulen gerahmt. Im Altarblatt steht ein großes Kruzifix vor einer gemalten Landschaft. Die Säulen sind mit Akanthus verziert und schließen mit Voluten ab, auf denen große Putten sitzen. Zur weiteren Kirchenausstattung gehört ein Taufständer aus Zinkguss, der aus der Bauzeit stammt.
Das Bauwerk besitzt eine Hufeisenempore und ist im Innern mit einer Holzdecke verkleidet.
Westlich des Bauwerks erinnert ein Obelisk an die Gefallenen der Weltkriege.